# Fluorure de manganèse(II)
Le fluorure de manganèse(II) est un composé chimique du manganèse et du fluor, de formule MnF2. C'est un solide rose clair, cette couleur étant associée aux composés du manganèse(II). Il est essentiellement produit par réaction de l'acide fluorhydrique et du manganèse ou de divers composés de manganèse(II). Comme d’autres difluorures de métaux, le fluorure de manganèse cristallise dans la structure du rutile TiO2, les atomes de manganèse occupant des sites octaédriques.
MnF2 est utilisé dans la fabrication de verres spéciaux et de lasers. C'est un exemple canonique d'antiferromagnétique uniaxial (avec une température de Néel de 68 K) qui a été expérimentalement étudié historiquement.